# Shuijingzhu
Shuijingzhu (chiń. 水经注; pinyin Shuǐjīngzhù; dosł. „Komentarz do Księgi wód”) – starożytne chińskie dzieło o tematyce geograficznej napisane na początku VI w. n.e., 
z czasów Północnej dynastii Wei (386-535 n.e.), autorstwa Li Daoyuana.

## Geneza
Tytuł dzieła pochodzi od nazwy starożytnej księgi Shuijing (chiń. 水经; pinyin Shuǐjīng; dosł. „Księga wód”), pierwszej chińskiej monografii na temat systemu wodnego Chin. Księga nie zachowała się do czasów współczesnych, a informacje o jej zawartości pochodzą właśnie z Shuijingzhu oraz ze wzmianek w innych dziełach, m.in. Suishu czy Jiu Tangshu. Czas powstania Shuijing szacuje się na I/II w. n.e., a autorstwo przypisywane jest Sang Qinowi.
Choć Shuijingzhu jest uznawane za komentarz, dzieło nie stanowi jedynie adnotacji do Shuijing – w rzeczywistości autor posłużył się nią jako swoistego rodzaju konspektem, który znacznie rozwinął w swoim dziele. W 40 rozdziałach, zawierających łącznie ponad 300 tysięcy znaków, opisano 2596 rzek – dzieło wymienia w sumie ponad 15 tysięcy toponimów, z czego w przypadku 1052 z nich podana jest etymologia. W momencie powstania było to pierwsze dzieło z dziedziny toponomastyki, które podało więcej niż tysiąc wyjaśnień etymologicznych. Dla porównania, w Shuijing opisano 137 rzek, a całe dzieło miało ok. 10 tysięcy znaków. 

## Treść
Li Daoyuan przy pisaniu Shuijngzhu korzystał z ponad 300 źródeł, z których wiele zachowało się jedynie pod postacią fragmentów wykorzystanych w traktacie. Ze względu jednak na niesystematyczny sposób zaznaczania cytatów, co było powszechne w starożytnym piśmiennictwie chińskim, oraz utratę oryginałów wielu źródeł trudno orzec, w których miejscach kończy się cytat, dlatego też nie można dokładnie określić, jak dużą część dzieła stanowią fragmenty przytoczone z innych prac. Jednak to, co wyróżnia dzieło Li Daoyuana, to zawarcie w nim informacji, pozyskanych podczas osobistych podróży autora. Wyjazdy krajoznawcze pozwoliły na zweryfikowanie wcześniej powstałych opracowań geograficznych oraz przeprowadzenie własnych badań terenowych, tak ważnych dla rzetelności dzieła. W dużej mierze dotyczą one północy Chin, gdyż autor nie podróżował po południowej części kraju. Stąd można dojść do wniosku, że wszelkie informacje na temat krajobrazu geograficznego tamtych obszarów pochodzą z innych opracowań.
Shuijingzhu znacznie różni się od starszych chińskich tekstów geograficznych. Dotychczasowe opracowania skupiały się na geografii historycznej, dostarczając zapisów dotyczących jednostek administracyjnych, rozmieszczenia terytoriów trybutarnych oraz obyczajów poszczególnych regionów. Dzieło Li Daoyuana natomiast jest typowe dla nurtu piśmiennictwa geograficznego, zapoczątkowanego na przełomie IV i V w. n.e., którego reprezentanci poświęcają więcej uwagi samej geografii fizycznej, a w szczególności górom i rzekom.
Niezwykle wnikliwe badania przyczyniły się do sporządzenia kompendium wiedzy nie tylko z dziedziny geografii, a także botaniki, zoologii czy nawet toponomastyki. Shuijingzhu bardzo szczegółowo opisuje biegi rzek od źródła po ujście, zawierając informacje na temat dopływów, szerokości doliny rzecznej, głębokości koryta, przepływu rzeki, sezonowych zmian poziomu wody, zawartości osadów, zlodowaceń, a także o płynących wzdłuż rzek podziemnych, wodospadach, prądach rzecznych, plażach przybrzeżnych, jeziorach itp. Wymienionych jest ponad 500 jezior i bagien, niemal 300 ujęć wód gruntowych w postaci studni i źródeł, ponad 30 rzek podziemnych i 60 wodospadów, prawie 2000 obiektów geograficznych, należących do różnych form ukształtowania terenu, takich jak góry, wzniesienia, szczyty, łańcuchy górskie, zbocza, grzbiety, stoliwa, niziny itp. Dzieło wspomina również ok. 70 jaskiń krasowych, ponad 140 gatunków roślin, ponad 100 gatunków zwierząt oraz ponad 50 przypadków klęsk naturalnych, m.in. powodzi, suszy i trzęsień ziemi.
Mimo że ze względu na zawartość Shujingzhu wydaje się być opracowaniem mającym służyć celom praktycznym, jest ono również przykładem podróżniczej prozy krajobrazowej o wysokiej wartości artystycznej. Jako szczególnie imponujący przykład kunsztu pisarskiego podaje się fragment dotyczący opisujący dorzecze Rzeki Żółtej, czyli teren, z którym Li Daoyuan, ze względu na częste podróże po tamtejszych rejonach, był najbardziej zaznajomiony. Autor, z uwagi na barwność relacji, u podstaw których leżały osobiste badania, został wyróżniony przez samego Zhang Daia, znanego z mistrzostwa stylistycznego. Zhang w jednym ze swoich dzieł wspomina on Li Daoyuana jako „najwybitniejszego ze starożytnych, którzy pisali o górach i rzekach”.